# Arquidiocese de Zamboanga
A Arquidiocese de Zamboanga (Archidiœcesis Zamboangensis) é uma circunscrição eclesiástica da Igreja Católica situada em Zamboanga, Filipinas. Seu atual arcebispo é Julius Sullan Tonel. Sua Sé é a Catedral da Imaculada Conceição de Zamboanga.
Possui 28 paróquias servidas por 79 padres, abrangendo uma população de 1 052 761 habitantes, com 72,5% da dessa população jurisdicionada batizada (763 742 católicos).

## História
A diocese de Zamboanga foi erigida em 10 de abril de 1910, obtendo seu território das dioceses da Cebu e Jaro (hoje ambas arquidioceses). Ela era originalmente sufragânea da Arquidiocese de Manila.
Em 20 de janeiro de 1933 cedeu uma parte de seu território para o benefício da ereção da diocese de Cagayan de Oro (hoje arquidiocese).
Em 28 de abril de 1934 passou a fazer parte da província eclesiástica da Arquidiocese de Cebu.
Em 27 de janeiro de 1951 cedeu outra porção de território em proveito da ereção da Prelazia Territorial da Ozamiz (atualmente uma arquidiocese). Em 29 de junho de 1951, ela se tornou sufragânea da arquidiocese de Cagayan de Oro.
Em 19 de março de 1958, a diocese foi elevada à categoria de arquidiocese metropolitana com a bula Quasi mater do Papa Pio XII.
Em 6 de maio de 1960, com carta apostólica Imprimis insignis, o Papa João XXIII proclamou a Nossa Senhora do Pilar como Padroeira principal da arquidiocese, e São Pio X patrono secundário.
Posteriormente, a diocese cedeu outras partes de seu território em proveito da ereção de novas circunscrições eclesiásticas:
- em 12 de outubro de 1963 para o benefício da ereção da prelazia de Isabela;
- em 31 de julho de 1967 para o benefício da ereção da Diocese de Dipolog;
- em 12 de novembro de 1971 para o benefício da ereção da diocese de Pagadian;
- em 24 de dezembro de 1979 para o benefício da ereção da prelazia de Ipil (hoje diocese).

## Prelados
|                          | Nome                               | Período     | Notas                             |
| Arcebispos               | Arcebispos                         | Arcebispos  | Arcebispos                        |
| ------------------------ | ---------------------------------- | ----------- | --------------------------------- |
| 7º                       | Julius Sullan Tonel                | 2023-       | Atual                             |
| 6º                       | Romulo Tolentino De La Cruz †      | 2014 - 2021 |                                   |
| 5º                       | Romulo Geolina Valles              | 2006 - 2012 | Nomeado Arcebispo de Davao        |
| 4º                       | Carmelo Dominador Flores Morelos † | 1994 - 2006 |                                   |
| 3º                       | Francisco Raval Cruces †           | 1973 - 1994 |                                   |
| 2º                       | Lino Rasdesales Gonzaga †          | 1966 - 1973 |                                   |
| 1º                       | Luis Valdesco Del Rosario, S.J. †  | 1958 - 1966 |                                   |
| Bispos Auxiliares        |                                    |             |                                   |
|                          | Moises Magpantay Cuevas            | 2020-2023   | Nomeado Bispo de Calapan          |
|                          | Antonio Realubin Tobias            | 1982-1984   | Nomeado Bispo de Pagadian         |
|                          | Jesus Yu Varela                    | 1967-1971   | Nomeado Bispo de Ozamiz           |
|                          | Leopoldo Arayata Arcaira           | 1961-1966   | Nomeado Bispo auxiliar de Malolos |
| Bispos                   |                                    |             |                                   |
| 5º                       | Luis Valdesco Del Rosario, S.J. †  | 1933 - 1958 |                                   |
| 4º                       | José Clos y Pagés, S.J. †          | 1920 - 1931 |                                   |
| 3º                       | James Paul McCloskey †             | 1917 - 1920 | Nomeado Bispo de Jaro             |
| 2º                       | Michael James O'Doherty †          | 1911 - 1916 | Nomeado Arcebispo de Manila       |
| 1º                       | Charles Warren Currier †           | 1910        | (bispo eleito)                    |
| administrador apostólico |                                    |             |                                   |
|                          | Moises Magpantay Cuevas            | 2021-2023   | Bispo auxiliar da mesma           |